# Kostel Jednoty bratrské (Potštejn)

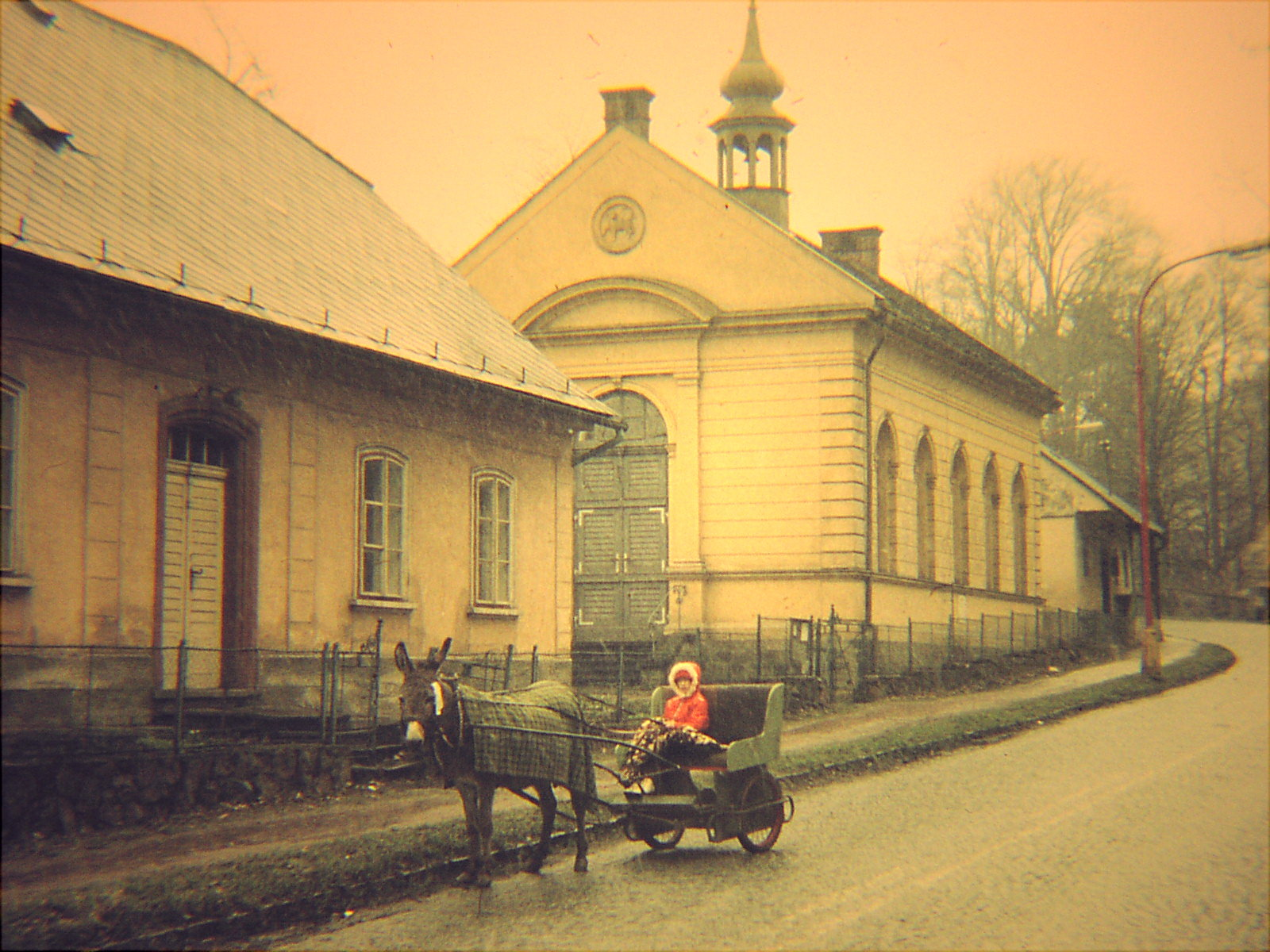
Kostel Jednoty bratrské v Potštejně v 60. letech 20. století

Kostel Ochranovského sboru při Českobratrské církvi evangelické v Potštejně se nachází poblíž středu této obce po pravé straně silnice č. 14 ve směru na Vamberk.

## Historie
Kostel prvního sboru obnovené Jednoty bratrské v Čechách (založeného 16. října 1870) byl vystavěn v roce 1899 v části obce nazývané „bratrská čtvrť“ poblíž místa první modlitebny (čp. 10) posvěcené v srpnu 1871 a přestavěné později na farní budovu, a druhé modlitebny (někdejšího čp. 12) užívané v letech 1876–1899. Je jednolodní stavbou bez apsidy se zvonicí. Stavba byla navržena Theophilem Reichelem, druhým kazatelem potštejnského sboru (1889–1908).

## Současnost
Následkem rozdělení České provincie Jednoty bratrské nebyl kostel mezi lety 2000–2009 využíván ke svým účelům, sloužil jako skladiště a jeho původní vnitřní vybavení bylo z velké části rozprodáno nebo zničeno. Od září 2009 se v kostele každou neděli v 9:00 hodin opět konají bohoslužby. V průběhu roku 2013 byl rekonstruován exteriér kostela.